# Diadegma albicalcar
Diadegma albicalcar là một loài tò vò trong họ Ichneumonidae.